# 5634 Victorborge
5634 Victorborge è un asteroide della fascia principale. Scoperto nel 1978, presenta un'orbita caratterizzata da un semiasse maggiore pari a 2,1464322 UA e da un'eccentricità di 0,0834645, inclinata di 3,36250° rispetto all'eclittica.